# 马尔切洛·卡塔拉诺
马尔切洛·卡塔拉诺（Marcello Catalano，1975年7月28日—）为专业于食虫植物的意大利博物学家和作家。1985年，马尔切洛·卡塔拉诺成立了意大利食虫植物协会（Associazione Italiana Piante Carnivore, A.I.P.C.），并在1998年代创办了《意大利食虫植物协会新闻》（之后更名为《意大利食虫植物协会杂志》）。
2000年至2004年，他作为实习园丁去往英国皇家植物园、悉尼皇家植物園、帕维亚植物园和罗伯特·坎特利的Borneo Exotics公司工作。2005年，马尔切洛·卡塔拉诺发表了第一本关于食虫植物栽培的意大利文专著——《食虫植物栽培》（Coltivare le Piante Carnivore）。2009年，又出版了其英文版，名为《种植食虫植物——意大利观点》（Growing Carnivores — an Italian perspective）。
作为一个博物学家和探险家，自2004年起马尔切洛·卡塔拉诺就专注于他对中南半岛猪笼草的研究。并于2010年出版了专著《泰国的猪笼草》，其中他描述了5个产自泰国的新类群：
- 安达曼猪笼草（N. andamana）
- 象岛猪笼草（N. chang）
- 克尔猪笼草（N. kerrii）
- 素叻猪笼草（N. suratensis）
- 海盗猪笼草（N. mirabilis var. globosa）